# 安德烈·加奇尼
安德烈·加奇尼（1986年5月21日—），克羅埃西亞男子乒乓球運動員。他曾與馬科斯·弗雷塔斯合作獲得2011年歐洲乒乓球錦標賽男子雙打冠軍。